# Aaron Mokoena
Teboho Aaron Mokoena (* 25. November 1980 in Boipatong) ist ein ehemaliger südafrikanischer Fußballspieler und derzeitiger Rekord-Nationalspieler seines Landes. Er beendete seine aktive Laufbahn im Sommer 2013 bei den Bidvest Wits.

## Karriere
Seine Karriere begann Aaron Mokoena bei den Jomo Cosmos. Dort verblieb der damals 17-Jährige nur ein Jahr, bevor er nach Deutschland zu Bayer 04 Leverkusen wechselte. In Leverkusen wurde Mokoena in seinem einzigen Jahr in Deutschland kein einziges Mal eingesetzt. So zog es den Südafrikaner schon ein Jahr später in die Niederlande zu Ajax Amsterdam, wo er in zwei Jahren auf nur acht Einsätze kam. Deshalb verabschiedete er sich 2001 von Ajax und wechselte nach Belgien zum Beerschot AC. Dort verblieb Aaron zwei Jahre; insgesamt kam er in Antwerpen auf 41 Einsätze und zwei Tore. 2003 kaufte dann der KRC Genk Mokoena für 400.000 Euro, beim KRC Genk kam er auf 33 Spiele in zwei Jahren. Danach holten ihn Blackburn Rovers für umgerechnet 900.000 Euro nach England. Er spielte dort von Januar 2005 bis zum Ende der Saison 2009 und erzielte in 135 Spielen zwei Tore, bevor er zum FC Portsmouth wechselte. Dort konnte er noch eine Saison in der Barclays Premier League spielen, bevor er mit seinem Verein in die Football League Championship absteigen musste. Dort konnte sich der Verein ein Jahr halten, musste aber in Mokoenas dritter Saison in die Football League One absteigen. Darum verließ der damals 32-jährige Mokoena 2012 den Verein Richtung Südafrika. Seine letzte Saison als Spieler absolvierte Mokoena in seiner Heimatstadt Johannesburg bei den Bidvest Wits, wo er auf 15 Einsätze kam.
Sein A-Nationalmannschaftsdebüt gab Aaron Mokoena im Alter 18 Jahren, 2 Monaten und 26 Tagen, am 20. Februar 1999 in einem Freundschaftsspiel gegen Botswana; Südafrika gewann das Spiel mit 2:1. Somit ist Aaron der jüngste Nationalmannschaftsdebütant von Südafrika.
Mit der Südafrikanischen Nationalmannschaft war er an folgenden Wettbewerben beteiligt: Fußball-Afrikameisterschaft 2002, Fußball-Weltmeisterschaft 2002, Fußball-Afrikameisterschaft 2004, Fußball-Afrikameisterschaft 2006, Fußball-Afrikameisterschaft 2008, FIFA-Konföderationen-Pokal 2009 und Fußball-Weltmeisterschaft 2010. Insgesamt nahm Mokoena an sieben Nationalmannschaftswettbewerben teil.
Sein 100. Länderspiel absolvierte der damals 29-jährige Mokoena am 31. Mai 2010 beim 5:0-Sieg gegen Guatemala in einem Vorbereitungsfreundschaftsspiel auf die Fußball-Weltmeisterschaft 2010. Insgesamt kam er auf 107 Länderspiele; sein letztes Länderspiel war ein 0:0 gegen Sierra Leone am 10. Oktober 2010 in der Qualifikation für den Africa Cup 2012. Er ist damit auch Rekordspielführer seines Landes; 63 Mal war er Kapitän der Nationalmannschaft.